# Gascunya
Gascunya (Gasconha en occità gascó, Gascogne en francès) és una regió històrica d'Occitània, que forma la part sud d'Aquitània i s'estén fins al departament de l'Arieja. Es troba principalment en l'estat francès i també en l'espanyol (amb la Vall d'Aran). La seva capital històrica és Auch.

## Distribució
Segons la proposta de divisió territorial d'Occitània del diari Jornalet, basada en l'obra de Frederic Zégierman Le Guide des pays de France, la Gascunya seria una de les vuit regions occitanes, que contindria 6 subregions i fins a 54 parçans (comarques occitanes):
- Armanyac - Armanhac: (13 parçans).
- Bearn - Bearn (12 parçans).
- Bigorra - Bigorra (4 parçans)
- Comenge - Comenge (8 parçans)
- Landes i Labrit - Lanas e Labrit (16 parçans)
- Vall d'Aran - Val d'Aran (1 parçan)

Amb l'excpeció de la Vall d'Aran, que administrativament està unida a Catalunya (província de Lleida), la resta del seu territori,oficialment està dividit en els següents departaments francesos:
- Alta Garona (Haute-Garonne), en part.
- Alts Pirineus (Hautes-Pyrénées)
- Arieja (Ariège), en part.
- Gers
- Gironda (Gironde), en part.
- Landes
- Olt i Garona (Lot-et-Garonne), en part.
- Pirineus Atlàntics (Pyrénées-Atlantiques), en part.
- Tarn i Garona (Tarn-et-Garonne), en part.

## Història

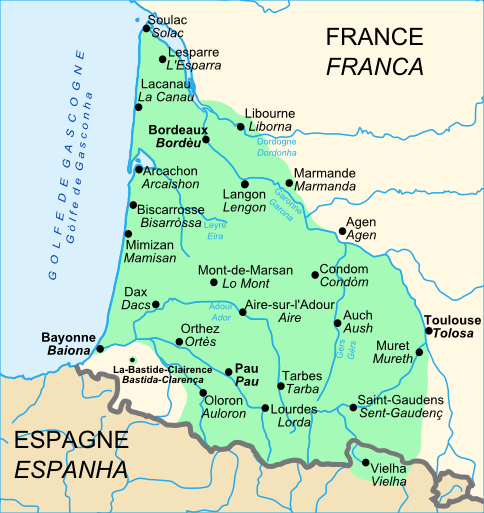
Domini lingüístic del gascó, amb els noms de les poblacions amb la seva forma oficial en lletra recta (totes en francès excepte Viella) i en gascó en cursiva. Cal notar que la ciutat de Tolosa de Llenguadoc pertany al domini del llenguadocià llevats dos barris més occidentals, el de Sant Simó (Sent Simon en gascó, Saint Simon en francès) i el de Sant Marti del Toix (Sent Martin de Toish en gascó, Saint Martin du Touch en francès) que són poblets gascons que van ser incorporats a la ciutat de Tolosa).

La seva base fou la província romana de la Novempopulania. El seu nom prové dels vascons o gascons que cap al 560 es van establir a la zona i hi van constituir el Ducat de Gascunya que el 781 fou inclòs en el regne d'Aquitània
Del Ducat de Gascunya van sorgir els següents estats feudals:
- Comtat d'Astarac
- Comtat de Bigorra
- Comtat de Fesenzac
- Comtat de Gause o Gaure
- Comtat de Pardiac
- Vescomtat de Bearn
- Vescomtat de Brulhès
- Vescomtat de Dax
- Vescomtat d'Orte
- Vescomtat de Lapurdi
- Vescomtat de Montaner
- Vescomtat d'Aster
- Vescomtat de Lavedan
- Vescomtat de Fesenzaguet
- Vescomtat de Gabardà
- Vescomtat de Labarta
- Vescomtat de Lomanha
- Vescomtat de Lupinhac
- Vescomtat de Marsan
- Vescomtat de Maremne
- Vescomtat d'Oloron
- Vescomtat de Tartàs
- Vescomtat de Tursan
- Vescomtat de Zuberoa o Soule